# Oleksandr Areščenko
Oleksandr Areščenko (Luhans'k, 15 giugno 1986) è uno scacchista ucraino, Grande maestro.

È noto come Alexander Areshchenko in occidente.
Si mise in luce nel 2000, vincendo il campionato del mondo U14 di Oropesa del Mar, davanti al cinese Wang Yue, futuro "Super GM".
Ottenne il titolo di Maestro Internazionale nel 2001, e di Grande Maestro nel 2002, all'età di 16 anni. Da diversi anni vive a Kramators'k, città natale del suo connazionale e grande maestro Zachar Jefimenko.
Nel 2005 ha vinto a Rivne, all'età di 19 anni, il Campionato ucraino.
Altri risultati:
- 2007 :  =2º-4º con Hikaru Nakamura e Emil Sutovskij nel GibTelecom Chess Festival di Gibilterra;
- 2009 :  vince la Mumbai Mayor Cup di Mumbai, superando nello spareggio Humpy Koneru, Evgenij Mirošničenko e Magesh Panchanathan;
- 2009 :  =1º con Boris Avrukh nell'open di Zurigo;
- 2010 :  2º-7º nel Chigorin Memorial di San Pietroburgo, con Aleksej Dreev, Ivan Sokolov, Vladimir Fedoseev, Dmitrij Andrejkin e Konstantin Sakaev;[2]
- 2011 :  1º-5º con Jurij Kuzubov, Parimarjan Negi, Markus Ragger e Ni Hua nel Parsvnath Open di Nuova Delhi;
- 2012 :  vince il Chigorin Memorial di San Pietroburgo;
- 2013 :  nella Coppa del Mondo di scacchi 2013 supera nel primo turno Grigorij Kajdanov e nel secondo Ruben Felgaer, ma nel terzo viene eliminato da Vladimir Kramnik.
- 2016 :  vince in Corsica il 3º Open di Porticcio .[3]

Ha raggiunto il massimo Elo nel dicembre 2012, con 2720 punti, 28º al mondo e 4º tra gli ucraini.